# Buenavista (Sucre)
Buenavista è un comune della Colombia facente parte del dipartimento di Sucre.
L'abitato venne fondato da Antonio Torre y Miranda nel 1776.